# Saad El Haddad
Pour l’article homonyme, voir Saad El-Haddad.
Saad El Haddad (en arabe : سعد الحداد), né le 24 juillet 2005 à Venise (Italie), est un footballeur marocain qui joue au poste de milieu de terrain au Venezia FC.

## Biographie

### Naissance et jeunesse
Saad El Haddad naît à Venise, en Italie, au sein d'une famille marocaine.

### Carrière en club
Saad El Haddad commence le football au AC ChievoVerona avant de passer également par l'AC Monza.
En août 2023, il s'engage avec Venezia FC, club avec lequel il fait ses débuts professionnels sous la houlette de l'entraîneur Eusebio Di Francesco,. Il joue dans un premier temps avec les catégories jeunes du club, avec lesquelles il dispute 31 matchs en inscrivant 13 buts.
En début de saison 2024-2025, il signe son premier contrat professionnel avec le club. Quelques jours plus tard, le 11 août 2024, il fait sa première entrée en jeu en Coupe d'Italie contre le Brescia Calcio en remplaçant Issa Doumbia à la mi-temps. Lors de ce match, il délivre une passe décisive à Jay Idzes qui marque le seul but malheureux du Venezia FC, qui perd le match sur un score de 3-1.

### Carrière en sélection
En novembre 2024, il participe au championnat d'Afrique du Nord (tournoi UNAF) à domicile avec le Maroc des moins de 20 ans et remporte ainsi son premier titre international, le qualifiant automatiquement à la prochaine Coupe d'Afrique des nations,.
En avril 2025, il est convoqué par Mohammed Ouahbi pour prendre part à la Coupe d'Afrique des nations avec le Maroc des moins de 20 ans,. Le 15 mai 2025, il se qualifie en finale de la CAN grâce à une victoire 0-1 contre l'Égypte des moins de 20 ans,.

## Style de jeu
Saad El Haddad est un joueur au profil technique raffiné, principalement droitier. Il évolue naturellement en tant que numéro 10, mais il est également capable de s’adapter sur le flanc gauche ou en position de milieu relayeur offensif légèrement en retrait.
Mesurant 1 mètre 75, El Haddad séduit avant tout par sa qualité technique, sa vision du jeu et sa capacité à s’insérer dans les espaces. Saad El Haddad est capable de dynamiser le jeu offensif par sa mobilité et sa justesse technique.

## Palmarès

### En sélection
- Maroc -20 ans
  - Coupe d'Afrique des nations
    -  Finaliste en 2025[10],[11].

  - Championnat d'Afrique du Nord
    -  Vainqueur en 2024[6]